# آلدو بالارین
آلدو بالارین (به ایتالیایی: Aldo Ballarin) بازیکن فوتبال و اهل ایتالیا است که از سال ۱۹۴۵ میلادی عضو تیم ملی فوتبال ایتالیا بوده و در ۹ بازی ملی حضور داشته‌است. او در بازی‌های ملی‌اش گلی به ثمر نرساند.
آلدو بالارین آخرین بازی ملی خود را در سال ۱۹۴۹ میلادی انجام داد.